# Wiesje de Lange
Wiesje Samuel de Lange (Nijverdal, 1938 – Jeruzalem, 29 september 2013) was een Israëlische schrijfster en activiste van Nederlandse komaf.

## Levensloop
De Lange is geboren in een Joods gezin en zat tijdens de Tweede Wereldoorlog ondergedoken op verschillende adressen, waaronder  Nijmegen. In 1959 trouwde ze met Ab de Lange. Vijf jaar later emigreerde ze naar Israël. De Lange is vooral bekend van de vele artikelen en spreekbeurten die ze voor de stichting Christenen voor Israël schreef en hield. Ondanks dat zij hierdoor met name bekend werd in orthodox-protestantse kringen was ze zelf geen christen, maar een religieuze jodin. Haar visie ging uit van Bijbelse beloften van land voor het Joodse volk. Ze geloofde dat de Westelijke Jordaanoever onderdeel moest zijn van Israël (Judea en Samaria) en zag bijvoorbeeld niets in de Oslo-akkoorden.
Van de boeken die De Lange schreef ging het bekendste, Een tocht voor Trinie, over haar onderduikperiode in Nederland.
In het najaar van 2013 overleed De Lange op 75-jarige leeftijd.